# Polyporoletus
Polyporoletus is een geslacht van schimmels behorend tot de familie Albatrellaceae. De typesoort is Polyporoletus sublividus.

## Soorten
Volgens Index Fungorum bevat het geslacht vier soorten (peildatum december 2021):
| Soortnaam                 | Auteur(s)                | Publicatiejaar |
| ------------------------- | ------------------------ | -------------- |
| Polyporoletus bulbosus    | Audet                    | 2010           |
| Polyporoletus neotropicus | M. Mata & Ryvarden       | 2007           |
| Polyporoletus sublividus  | Snell                    | 1936           |
| Polyporoletus sylvestris  | (Overh. ex Pouzar) Audet | 2010           |